# Tầng Noria
| Hệ/ Kỷ                                | Thống/ Thế | Bậc / Kỳ    | Tuổi (Ma) | Tuổi (Ma) |
| ------------------------------------- | ---------- | ----------- | --------- | --------- |
| Jura                                  | Dưới/Sớm   | Hettange    | trẻ hơn   | trẻ hơn   |
| Trias                                 | Trên/Muộn  | Rhaetia     | 201.3     | ~208.5    |
| Trias                                 | Trên/Muộn  | Noria       | ~208.5    | ~227      |
| Trias                                 | Trên/Muộn  | Carnia      | ~227      | ~237      |
| Trias                                 | Giữa       | Ladinia     | ~237      | ~242      |
| Trias                                 | Giữa       | Anisia      | ~242      | 247.2     |
| Trias                                 | Dưới/Sớm   | Olenek      | 247.2     | 251.2     |
| Trias                                 | Dưới/Sớm   | Indu        | 251.2     | 251.902   |
| Permi                                 | Lạc Bình   | Trường Hưng | già hơn   | già hơn   |
| Phân chia Kỷ Trias theo ICS năm 2020. |            |             |           |           |

Tầng Noria trong niên đại địa chất là kỳ giữa của thế Trias muộn và trong phân vị địa tầng thì nó là bậc giữa của thống Trias trên. Kỳ Noria có cấp bậc của tuổi (địa lý học) hoặc giai đoạn (niên đại). Noria tồn tại từ ~ 227 Ma đến 208.5 Ma (Ma: Megaannum, triệu năm trước).
Kỳ Noria là kế tiếp Carnia và kế tục bởi Rhaetia.

## Định nghĩa địa tầng
Noria được đặt theo tên của dãy núi Noric Alps ở Áo. Kỳ Noria được nhà địa chất người Áo Edmund Mojsisovics von Mojsvar đưa vào tài liệu khoa học năm 1869.
Kỳ Noria bắt đầu tại đáy của sinh đới Phân lớp Cúc đá của Klamathites macrolobatus và Stikinoceras kerri, và tại đáy của sinh đới Lớp Răng nón (conodont) của Metapolygnathus communisti và Metapolygnathus primitius. Một tuyến tham chiếu toàn cầu làm cơ sở (GSSP) có trong năm 2009 vẫn chưa được chỉ định.
Đỉnh của Noria (đáy của Rhaetia) là nơi xuất hiện đầu tiên của loài amoni Cochloceras amoenum. Đáy của Rheatia cũng gần với sự xuất hiện đầu tiên của loài răng nón lông xù Misikella spp. và Epigondolella mosheri, và các loài trùng tia Proparvicingula moniliformis.
Trong Đại dương Tethys, kỳ Noria chứa sáu sinh đới Ammonoidea:
- Đới Halorites macer
- Đới Himavatites hogarti
- Đới Cyrtopleurites bicrenatus
- Đới Juvavites magnus
- Đới Malayites paulckei
- Đới Guembelites jandianus

## Sinh giới
- Synapsid
- Aetosaur
- Dicynodont
- Phytosaur

### †Ammonoid
| Taxa                 | Hiện diện | Vị trí | Mô tả | Hình ảnh |
| -------------------- | --------- | ------ | ----- | -------- |
| - Acanthinites       | Noria     |        |       |          |
| - Pinacoceras layeri | Noria     |        |       |          |

### Chondrichthyans
| Taxa           | Hiện diện | Vị trí        | Mô tả                  | Hình ảnh |
| -------------- | --------- | ------------- | ---------------------- | -------- |
| - Mooreodontus | Trias     | Hoa Kỳ, Ấn Độ | xenacanth elasmobranch |          |

### Actinopterygians
| Taxa             | Hiện diện                 | Vị trí    | Mô tả                             | Hình ảnh |
| ---------------- | ------------------------- | --------- | --------------------------------- | -------- |
| - Birgeria       | Triassic                  | Italy     | Non-neopterygian                  |          |
| - Brembodus      | Trias muộn                | Italy     | pycnodont                         |          |
| - Dandya         | Trias muộn                | Italy     | semionotiform                     |          |
| - Dapedium       | Trias muộn đến Jura giữa  | Áo, Italy | neopterygian                      |          |
| - Hemicalypterus | Trias muộn                | Hoa Kỳ    | teleosteomorph (vây tia hiện đại) |          |
| - Peltopleurus   | Trias giữa đến Trias muộn | Áo, Italy |                                   |          |
| - Pholidophorus  | Trias muộn                | Áo, Italy | teleosteomorph (vây tia hiện đại) |          |
| - Ptycholepis    | Trias giữa đến Jura sớm   | Italy     | non-neopterygian                  |          |
| - Sargodon       | Trias muộn                | Italy     | neopterygian                      |          |
| - Saurichthys    | Triassic                  | Italy, Áo | non-neopterygian                  |          |
| - Thoracopterus  | Trias giữa đến Trias muộn | Italy     | The earliest gliding fish         |          |

### Coelacanths
| Taxa     | Hiện diện                 | Vị trí | Mô tả      | Hình ảnh |
| -------- | ------------------------- | ------ | ---------- | -------- |
| - Undina | Trias muộn đến Cretaceous | Italy  | coelacanth |          |

### Temnospondyli
| Taxa | Hiện diện | Vị trí | Mô tả | Hình ảnh |
| --- | --------- | --- | --- | -------- |
| - Apachesaurus |           | Arizona | Một chi gồm các loài trematosaurian metoposaurid, có thể là con non của Koskinodon . |          |
| - Chinlestegophis |           | Thành hệ Chinle, Colorado | Chinlestegophis là một chi đã tuyệt chủng của stereospondyli, được coi là có liên quan đến metoposauroid, và đã được ghi nhận là có chung nhiều đặc điểm với caecilian, một nhóm sống của động vật lưỡng cư đào hang không chân. Nếu Chinlestegophis thực sự vừa là một stereospondyl tiên tiến vừa là họ hàng của loài caecilian, thì điều này có nghĩa là stereospondyl, như một nhánh, tồn tại cho đến ngày nay. |          |
| - Compsocerops |           | Nam Mỹ; Ấn Độ | Một chi của chigutisaurid brachyopoid trematosauria. |          |
| - Cyclotosaurus - Cyclotosaurus hemprichi - Cyclotosaurus mordax - Cyclotosaurus naraserluki - Cyclotosaurus posthumus |           | - C. hemprichi: Knollenmergel, Đức - C. naraserluki: Thành hệ Fleming Fjord, Greenland - C. posthumus: Stubensandstein, Bavaria, Đức | Một chi của mastodonsaurid capitosauria lớn. |          |
| - Koskinonodon |           | Trên toàn nước Mỹ và Ấn Độ | Một chi gồm các loài trematosaurian metoposaurid. |          |
| - Kuttycephalus |           | Ấn Độ | Một chi chigutisaurid trematosaurian brachyopoid. |          |
| - Metoposaurus |           | Lục địa châu Âu | Một chi gồm các loài trematosaurian metoposaurid. |          |

### †Procolophonomorphs
| Taxa           | Hiện diện  | Vị trí | Mô tả                             | Hình ảnh |
| -------------- | ---------- | ------ | --------------------------------- | -------- |
| - Hypsognathus | Trias muộn | Hoa Kỳ | Một chi hình thằn lằn parareptile |          |

### †Thằn lằn cá
| Taxa                                 | Hiện diện | Vị trí         | Mô tả | Hình ảnh |
| ------------------------------------ | --------- | -------------- | ----- | -------- |
| Shonisaurus 1. Shonisaurus popularis |           | Nevada, Hoa Kỳ |       |          |

### †Placodonts
| Taxa          | Hiện diện  | Vị trí      | Mô tả | Hình ảnh |
| ------------- | ---------- | ----------- | ----- | -------- |
| - Parahenodus | Trias muộn | Tây Ban Nha |       |          |
| - Psephoderma |            |             |       |          |

### †Thalattosaurs
| Taxa            | Hiện diện  | Vị trí | Mô tả           | Hình ảnh |
| --------------- | ---------- | ------ | --------------- | -------- |
| - Endennasaurus | Trias muộn | Italy  | askeptosauroid  |          |
| - Gunakadeit    | Trias muộn | Hoa Kỳ | thalattosauroid |          |

### †Drepanosaurs
| Taxa              | Hiện diện  | Vị trí             | Mô tả               | Hình ảnh |
| ----------------- | ---------- | ------------------ | ------------------- | -------- |
| - Avicranium      | Trias muộn | Hoa Kỳ             | drepanosaur diapsid |          |
| - Dolabrosaurus   | Trias muộn | New Mexico, Hoa Kỳ | drepanosaur diapsid |          |
| - Drepanosaurus   | Trias muộn | Italy, Hoa Kỳ      | drepanosaur diapsid |          |
| - Hypuronector    | Trias muộn | Hoa Kỳ             | drepanosaur diapsid |          |
| - Megalancosaurus | Trias muộn | Italy              | drepanosaur diapsid |          |
| - Vallesaurus     | Trias muộn | Italy              | drepanosaur diapsid |          |

### Archosauromorphs
| Taxa                              | Hiện diện       | Vị trí | Mô tả | Hình ảnh |
| --------------------------------- | --------------- | --- | --- | -------- |
| - Langobardisaurus - L. pandolfii | Alaunia/Sevatia | Italy và Áo | tanystropheid. |          |
| - Proganochelys                   |                 | Thành hệ Löwenstein; Thành hệ Trossingen, cả hai ở Đức; Huai Hin Lat, Thái Lan; Hệ thống vịnh hẹp Fleming, Greenland | Proganochelys quenstedti là một loài rùa thân nguyên thủy, đã tuyệt chủng, đã được giả thuyết là đơn vị phân loại chị em với tất cả các loài rùa khác. |          |
| - Teyumbaita                      | Noria sớm       | Paleorrota, Rio Grande do Sul, Brazil                                                                                | Các loài rhynchosaur mới nhất còn sót lại, và là loài duy nhất được tìm thấy trong trầm tích Noria.                                                    |          |

#### Archosaurs
| Taxa            | Hiện diện                       | Vị trí                                      | Mô tả | Hình ảnh |
| --------------- | ------------------------------- | ------------------------------------------- | --- | -------- |
| - Sikannisuchus |                                 | Thành hệ Pardonet, British Columbia, Canada | Sikannisuchus là một chi của archosaur lớn. Nó được biết đến từ một phần sau của mái hộp sọ và từ những mảnh hài cốt khác. |          |
| - Smok          | Noria muộn nhất đến Rhaetia sớm | Lubliniec County, Ba Lan                    | Mối quan hệ của Smok với các loài archosaurs khác vẫn chưa được nghiên cứu kỹ lưỡng; nó có thể là rauisuchid, prestosuchid hoặc ornithosuchid crurotarsan, một phần của dòng cá sấu archosaurs, hoặc khủng long chân đốt có quan hệ họ hàng gần hơn với chim. Với chiều dài ước tính từ 5 đến 6 mét (16 đến 20 ft), Smok là loài archosaur ăn thịt lớn nhất ở Trung Âu vào thời điểm đó. |          |
| - Teratosaurus  |                                 | Stubensandstein, Thành hệ Löwenstein, Đức   | Một chi rauisuchian ban đầu được cho là loài khủng long carnosauria. |          |
| - Vivaron       |                                 | Thành hệ Chinle, New Mexico.                | rauisuchid. |          |
| - Zanclodon     |                                 | All across Europe                           | Zanclodon là tên được sử dụng chính thức cho vật liệu hóa thạch có thể thực sự thuộc về ít nhất hai chi khủng long từ Trias muộn trong số các chi khác. |          |

##### Dinosauromorphs
| Taxa                                                                      | Hiện diện        | Vị trí | Mô tả | Hình ảnh |
| ------------------------------------------------------------------------- | ---------------- | --- | ----- | -------- |
| - Dromomeron - Dromomeron romeri - Dromomeron gregorii - Dromomeron gigas |                  | - D. romeri: Ghost Ranch, New Mexico - D. gregorii: Thành hệ Colorado City, Texas - D. gigas: Thành hệ Quebrada del Barro, Argentina |       |          |
| - Diodorus                                                                | Carnia đến Noria | Thành hệ Timezgadiouine, Argana Basin, Morocco                                                                                       |       |          |
| - Eucoelophysis                                                           |                  | Thành hệ Chinle, New Mexico |       |          |
| - Kwanasaurus                                                             |                  | Eagle Basin, Colorado |       |          |
| - Saltopus                                                                | Carnia đến Noria | Thành hệ Lossiemouth Sandstone, Scotland                                                                                             |       |          |
| - Soumyasaurus                                                            |                  | Thành hệ Cooper Canyon, Texas |       |          |
| - Technosaurus                                                            |                  | Thành hệ Bull Canyon, Texas |       |          |

###### Dinosaurs
| Taxa                | Hiện diện                                                          | Vị trí                                                                     | Mô tả | Hình ảnh |
| ------------------- | ------------------------------------------------------------------ | -------------------------------------------------------------------------- | --- | -------- |
| - Agnosphitys       | 208 Ma                                                             | Avon, Anh Quốc                                                             | Một loài khủng long còn tranh cãi được biết đến từ ilium, hàm trên, xương cựa và xương sống (nó có thể là chimera). Agnosphitys nằm gần với tổ tiên của loài khủng long, mặc dù chính xác vị trí vẫn bị các nhà nghiên cứu tranh cãi. Một số coi nó là một saurischian gần với sự khởi đầu của quá trình tiến hóa khủng long, trong khi những người khác coi nó là một loài khủng long phi khủng long. |          |
| - Camposaurus       | Noria sớm đến giữa                                                 | Thành hệ Bluewater Creek, Arizona                                          | Họ hàng gần của loài Coelophysis rất giống, có thể thuộc cùng một chi. Nó được coi là neotheropod lâu đời nhất được biết đến. |          |
| - Coelophysis bauri | Carnia đến Noria                                                   | Thành hệ Chinle, New Mexico, Hoa Kỳ                                        | Coelophysis là một loài động vật ăn thịt nhỏ, mảnh mai, sống trên mặt đất, hai chân, có thể dài tới 3 m (9.8 ft). Coelophysis được biết đến từ một số bộ xương hóa thạch hoàn chỉnh của loài C. bauri . |          |
| - Chindesaurus      | Carnia đến Noria                                                   | Thành hệ Chinle, New Mexico và Arizona và Thành hệ Bull Canyon, New Mexico | Chi khủng long herrerasaurid, dài hơn 2 mét. |          |
| - Dolichosuchus     | Noria giữa                                                         | Thành hệ Löwenstein, Keuper, Đức                                           | Động vật chân đốt coelophysoid không xác định. |          |
| - Eocursor          | Tranh cãi: Trias muộn hoặc Jura sớm, có khả năng trẻ như Sinemuria | Thành hệ Lower Elliot, Nam Phi                                             | Một nền tảng ornithischian chạy nhanh có phần còn lại đầy đủ nhất được biết đến từ bất kỳ ornithischian nào thuộc kỷ Trias, làm sáng tỏ nguồn gốc của nhóm này. Một trong những loài ornithischians sớm nhất được biết đến, nó làm sáng tỏ mối quan hệ ban đầu của các loài khủng long vì những con khủng long ban đầu được biết đến với hầu hết là những bộ xương không hoàn chỉnh. Eocursor được biết đến từ các yếu tố một phần của bộ xương, bao gồm các mảnh sọ, các yếu tố cột sống, xương chậu, xương chân dài và bàn tay cầm nắm lớn bất thường. |          |
| - Eucnemesaurus     |                                                                    | Thành hệ Elliot, Nam Phi                                                   | Một số lượng lớn cho thời đại của nó sauropodomorph. Có thể là một từ đồng nghĩa của Euskelosaurus. |          |
| - Gojirasaurus      | 210 Ma                                                             | Thành hệ Cooper Canyon, New Mexico, Hoa Kỳ                                 | Một coelophysoid lớn được đặt tên theo nhân vật phim quái vật khổng lồ Godzilla. |          |
| - Halticosaurus     | Noria giữa                                                         | Thành hệ Löwenstein, Keuper, Đức                                           | Halticosaurus là một chi đáng ngờ của khủng long chân đốt lớn. |          |
| - Lepidus praecisio | Noria sớm                                                          | Dockum Group, Texas                                                        | coelophysid. |          |
| - Lessemsaurus      |                                                                    | Thành hệ Los Colorados, Argentina                                          | Một trong những loài sauropod sớm nhất và cơ bản nhất. Nó đạt chiều dài 9 mét. |          |
| - Liliensternus     | 228–201.3 Ma, Noria đến Rhaetia                                    | Thành hệ Trossingen, Thuringia, Đức                                        | Coelophysoid là động vật chân đốt Trias đại diện tốt nhất từ châu Âu và là một trong những loài lớn nhất được biết đến. |          |
| - Lucianovenator    | Noria muộn đến Rhaetia                                             | Thành hệ Quebrada del Barro, Argentina                                     | Họ hàng gần của Camposaurus và Coelophysis. |          |
| - Plateosaurus      | 214-204 Ma, Carnia đến Noria                                       | Thành hệ Trossingen, Bavaria, Đức                                          | Một basal sauropodomorph lớn, dài hơn 7 mét. |          |
| - Powellvenator     |                                                                    | Thành hệ Los Colorados, Ischigualasto-Villa Unión Basin, Argentina         | Powellvenator là một khủng long coelophysoid theropod. |          |
| - Procompsognathus  | Noria giữa                                                         | Thành hệ Löwenstein, Keuper, Đức                                           | Coelophysoid nhỏ dài khoảng 1 m và nặng 1 kg. |          |
| - Protoavis         |                                                                    | Dockum Group, Texas                                                        | Protoavis là một đơn vị phân loại khủng long có vấn đề và gây tranh cãi được biết đến từ các di vật còn sót lại. Người mô tả ban đầu mô tả các hóa thạch là của một loài chim nguyên thủy. Được hầu hết các nhà cổ sinh vật học coi là một chimera. |          |
| - Pterospondylus    | 216 Ma                                                             | Thành hệ Trossingen, Thuringia, Đức                                        | Một loài coelophysoid nhỏ được biết đến từ một đốt sống đơn lẻ. Có thể giống với Procompsognathus mặc dù dựa trên một đốt sống có kích thước gấp đôi xương tương ứng trong Procompsognathus. |          |
| - Riojasaurus       |                                                                    | Thành hệ Los Colorados, Argentina                                          | Một con lớn trong thời đại sauropodomorph của nó, nó đạt chiều dài hơn 6,5 mét. |          |
| - Tawa hallae       | Noria                                                              | Ghost Ranch, New Mexico, Hoa Kỳ                                            | Một trong những động vật chân đốt cơ bản nhất, dài hơn 2 mét. |          |
| - Thecodontosaurus  | Noria đến Rhaetia                                                  |                                                                            | Một sauropodomorph cơ bản tương đối nhỏ, dài khoảng 2 mét. |          |
| - Zupaysaurus       | 228–201.3 Ma, Noria đến Rhaetia                                    | Thành hệ Los Colorados, Argentina                                          | Một theropod cỡ trung bình. Hộp sọ người lớn, có chiều dài đo được khoảng 450 mm, cho thấy chiều dài cơ thể xấp xỉ 4 m. |          |

##### †Pterosaurs
| Taxa              | Hiện diện | Vị trí | Mô tả | Hình ảnh |
| ----------------- | --------- | ------ | ----- | -------- |
| - [[Áodactylus]]  |           |        |       |          |
| - Eudimorphodon   |           |        |       |          |
| - ?Faxinalipterus |           |        |       |          |
| - Peteinosaurus   |           |        |       |          |
| - Preondactylus   |           |        |       |          |

##### Crurotarsans
| Taxa           | Hiện diện | Vị trí                            | Mô tả | Hình ảnh |
| -------------- | --------- | --------------------------------- | ----- | -------- |
| - Basutodon    |           | Thành hệ Elliot, Lesotho          |       |          |
| - Fasolasuchus |           | Thành hệ Los Colorados, Argentina |       |          |
| - Teratosaurus |           | Thành hệ Löwenstein, Đức          |       |          |

###### Aetosauria
| Taxa               | Hiện diện             | Vị trí | Mô tả | Hình ảnh |
| ------------------ | --------------------- | ------ | ----- | -------- |
| - Acaenasuchus     |                       |        |       |          |
| - Aetosaurus       |                       |        |       |          |
| - Apachesuchus     | late Noria - Rhaetian |        |       |          |
| - Calyptosuchus    |                       |        |       |          |
| - Desmatosuchus    |                       |        |       |          |
| - Lucasuchus       |                       |        |       |          |
| - Neoaetosauroides |                       |        |       |          |
| - Paratypothorax   | Carnia - Rhaetian     |        |       |          |
| - Redondasuchus    |                       |        |       |          |
| - Stenomyti        |                       |        |       |          |
| - Typothorax       |                       |        |       |          |

###### Crocodylomorphs
| Taxa                 | Hiện diện                  | Vị trí | Mô tả | Hình ảnh |
| -------------------- | -------------------------- | ------ | ----- | -------- |
| - Dromicosuchus      | Carnia muộn hoặc Noria sớm |        |       |          |
| - Hemiprotosuchus    |                            |        |       |          |
| - Pseudhesperosuchus |                            |        |       |          |
| - Saltoposuchus      |                            |        |       |          |

### Lepidosauromorphs
| Taxa            | Hiện diện  | Vị trí                                    | Mô tả                                                                                | Hình ảnh |
| --------------- | ---------- | ----------------------------------------- | ------------------------------------------------------------------------------------ | -------- |
| - Icarosaurus   | Trias muộn | Hoa Kỳ                                    | kuehneosaurid reptile                                                                |          |
| - Kuehneosaurus | Trias muộn | Anh Quốc, Luxemburg                       | Bò sát kuehneosaurid                                                                 |          |
| - Kuehneosuchus | Trias muộn | Anh Quốc                                  | Bò sát kuehneosaurid                                                                 |          |
| - Rhabdopelix   | Trias muộn | Thành hệ Lockatong, Pennsylvania, Hoa Kỳ. | Một chi bò sát có thể là kuehneosaurid, được biết đến từ di cốt, có thể là chimeric. |          |

### Mammaliamorphs
| Taxa             | Hiện diện           | Vị trí            | Mô tả                             | Hình ảnh |
| ---------------- | ------------------- | ----------------- | --------------------------------- | -------- |
| - Kuehneotherium | Noria đến Sinemuria | Greenland, Tây Âu | Kuehneotheria Trias muộn-Jura sớm |          |
| - Morganucodon   |                     |                   |                                   |          |